# Gabriel Lundberg
Gabriel Ifeanyi Lundberg (* 4. Dezember 1994 in Kopenhagen) ist ein dänischer Basketballspieler.

## Laufbahn
Lundberg, in Basketballkreisen unter dem Spitznamen Iffe bekannt, spielte als Jugendlicher für den Verein Stevnsgade in Kopenhagen, danach für den Falcon Basketball Klub aus Frederiksberg und anschließend in der Saison 2014/15 für die Mannschaft Copenhagen Wolfpack, einer Spielgemeinschaft mehrerer Vereine, nämlich Falcon, Glostrup IC und BMS. Mit 17,7 Punkten je Begegnung war er im Verlauf des Spieljahres 2014/15 zweitbester Korbschütze der Mannschaft. Es folgte innerhalb der ersten dänischen Liga der Wechsel zu Horsens IC. Mit den Jütländern wurde Lundberg 2016 dänischer Meister und 2017 Vizemeister. Zum Gewinn des Titels trug er im Verlauf der Saison 2015/16 im Schnitt 14,1 Punkte sowie 4,2 Rebounds und 2,6 Korbvorlagen bei. Im Anschluss an das Spieljahr 2016/17, in dem er einen Mittelwert von 14,6 Punkten erreichte und zudem 4,2 Korberfolge von Mitspielern vorbereitete, wurde er vom Basketballportal eurobasket.com zum besten dänischen Spieler der Liga gekürt.
Seine guten Leistungen in der dänischen Liga ließen ausländische Mannschaften auf den Aufbauspieler aufmerksam werden. Lundberg erhielt Angebote aus Deutschland, Schweden und Spanien. Er entschied sich, in der Sommerpause 2017 zum spanischen Zweitligisten Bàsquet Manresa zu wechseln. Er schaffte mit Manresa im Frühjahr 2018 den Aufstieg in die Liga ACB, die höchste Spielklasse Spaniens. Der Däne trug zu diesem Erfolg in 47 Einsätzen im Schnitt 11,1 Punkte, 3,2 Rebounds und zwei Korbvorlagen bei. Er blieb der Mannschaft nach dem Aufstieg treu und war auch in der ACB Leistungsträger Manresas.
Im Sommer 2020 wechselte er nach Polen zu Stelmet Zielona Góra. In 25 Einsätzen in der polnischen Liga erzielte er im Schnitt 16,9 Punkte (und wurde später als bester Spieler der Saison ausgezeichnet) sowie in der grenzübergreifenden VTB United League 20,4 Punkte je Begegnung. Im Februar 2021 wurde der Däne von ZSKA Moskau verpflichtet. Er gewann mit Moskau 2021 den VTB-Meistertitel und die russische Meisterschaft. Im März 2022 wurde sein Vertrag mit ZSKA aufgelöst, nachdem der Däne die Mannschaft kurz nach dem Beginn des militärischen Eingreifen Russlands in der Ukraine bereits verlassen hatte. Kurz darauf verpflichteten ihn die Phoenix Suns, er wurde dadurch der erste dänische Spieler in der Geschichte der National Basketball Association. Lundberg bestritt vier Spiele für Phoenix, in denen er im Durchschnitt 3,3 Punkte erzielte.
Im Juli 2022 unterschrieb der Däne einen Vertrag bei Virtus Bologna. In Bologna machte er sich als Spieler einen Namen, der in knappen Schlussphasen Verantwortung übernahm und entscheidende Würfe traf. In der Sommerpause 2024 wurde Lundberg von KK Partizan Belgrad verpflichtet. Er gewann mit Partizan im Juni 2025 die Meisterschaft in der Adriatischen Basketballliga.

### Nationalmannschaft
Lundberg trat bei der U18-Europameisterschaft im Jahr 2012 mit der dänischen Auswahl an, 2015 gelang ihm der Sprung in die Herrennationalmannschaft. Im November 2020 sorgte er in der Europameisterschaftsqualifikation für Aufsehen, als er die Dänen innerhalb weniger Tage zu Überraschungssiegen gegen Litauen und Tschechien führte. Lundberg erzielte in den beiden Spielen 28 beziehungsweise 38 Punkte.